# عبد الحكيم عبد الله حاجي عمر
عبد الحكيم عبد الله حاجي عمر عَامي (بالصومالية:  Cabdihakiin Cabdulaahi Xaaji Cumar Camey)‏ ، (بالإنجليزية: Abdihakim Abdulahi Haji Omar Amey)‏ ، المعروف أيضًا باسم عبد الحكيم عبد الله حاجي عمر عَامي ، هو سياسي صومالي ، ونائب رئيس أرض البنط السابق.

## حياته الشخصية
اغتيل جده عمر عام 1943 في برعو مع رجلين آخرين من عائلته , كان جده عمر عامي زعيم او عاقل